# Our Kid
Our Kid war eine englische Boygroup aus Liverpool, die 1976 mit ihrem Lied You Just Might See Me Cry zum One-Hit-Wonder wurde.

## Bandgeschichte
Die Popband gewann Mitte der 1970er Jahre mit ihrem vierstimmigen Gesang, gepflegten Outfits und eigenen Choreografien die Talentshow New Faces und erhielt daraufhin einen Plattenvertrag beim Label Polydor. Im Mai 1976 erschien die von Barry Mason und Roger Greenaway geschriebene Single You Just Might See Me Cry, die bis auf Platz 2 der UK-Charts stieg. Daraufhin geplante Fernsehauftritte wurden von den örtlichen Jugendbehörden untersagt, weil es sich bei den Bandmitgliedern um minderjährige Schüler handelte. Nachdem die Singles Romeo and Juliet im September 1976 und Let’s Go Steady Again im Juli 1977 unbeachtet geblieben waren, löste sich Our Kid auf. Auch das nach der Band benannte einzige Album erreichte keine Chartplatzierung.

## Mitglieder
- Terry Beccino (* 1961) – Gesang
- Brian Farrell (* 1963) – Gesang
- Terry McCreight (* 1961) – Gesang
- Kevin Rown (* 1964) – Gesang

## Diskografie
Alben
- 1976: Our Kid

Singles
- 1976: You Just Might See Me Cry
- 1976: Romeo and Juliet
- 1977: Let’s Go Steady Again